# 魚際穴
魚際穴（Yuji，LU10）是手太陰肺經的腧穴，为肺經之滎穴，出自《靈樞·本輸》。

## 定位
位於手拇指本節（第一掌指並節）後，約第一掌骨中點，赤白肉際處。

## 功用主治
能疏通肺經經氣，調理肺氣、清熱瀉火、止咳平喘，達到解表宣肺的作用。《神應針灸玉龍經》載：魚際穴治“傷風咳嗽”，利用魚際穴放血，更可緩解嚴重的肺病喘息。《醫宗金鑑》刺灸心法要訣：“魚際主灸牙齒痛。在左灸左右同然。更刺傷寒汗不出。兼治瘧疾方欲寒。”

## 操作
直刺0.5-1寸。可灸。